# Петер Кралович
Петер Кральович (словац. Peter Kráľovič, 5 червня 1983) — словацький футбольний арбітр. Арбітр ФІФА та УЄФА з 2012 року.

## Кар'єра
З 2012 року став обслуговувати матчі вищого дивізіону Словаччини. У тому ж році отримав статус арбітра ФІФА і право працювати на міжнародних матчах.
12 липня 2012 року Кральович дебютував на міжнародній арені під час матчу кваліфікації Ліги Європи УЄФА між клубами «Кальмар» та « Кліфтонвілль». Гра закінчилася з рахунком 4–0. В подальшому окрім цього турніру судив матчі і у Юнацькій лізі УЄФА .
У 2016 році був одним з головних арбітрів юнацького чемпіонату Європи до 17 років, де відсудив три гри групового етапу та півфінал Португалія — Нідерланди (3-1).
Свій перший матч між національними збірними відсудив 10 червня 2019 року, коли Україна виграла 1:0 у Люксембурга в рамках відбору на чемпіонат Європи 2020 року, показавши у тій грі 7 жовтих карток